# Reimert Kehlet
Reimert Timotheus Rahe Kehlet (6. oktober 1885 på Frederiksberg – 18. december 1971 i København) var en dansk portrætfotograf, som var kommercielt succesfuld i flere årtier. Dansk Biografisk Leksikon skriver om Kehlet: "Kehlet var næppe selv nogen fremragende fotograf, men med dygtige medarbejdere ved kameraet, i mørkekammeret og til retouchen opnåede han at tilfredsstille et stort publikums behov for venligt lignende portrætter ud over dem, man selv som amatør kunne tage."

## Karriere
Han var søn af restauratør Julius Carl Otto Kehlet (1856–1907), som var ejer af Kehlets Chantant (senere en del af Lorry), og Charlotte Margaritha Rahe. Reimert Kehlet blev handelsuddannet, handlede bl.a. med fotografiske produkter og kaldte sig selv for købmand indtil 1914.
I 1910 oprettede han i kompagniskab med Erika Knudsen fotoatelieret Kehlet & Knudsen på Vesterbrogade 40 i København, der lå som naboadresse til Det ny Teater. Forretningen fik derfor en del skuespillere som kunder, men i 1919 afsluttede de partnerskabet, eftersom Kehlet i 1917 var gået solo med eget atelier på Amagertorv 17. Erika Knudsen videreførte atelieret, der nu blot bar hendes navn, og opbyggede en kundeskare af artister, som arbejdede for Tivoli eller cirkus. 1918 flyttede Kehlet til Købmagergade 39, hvor han blev, indtil han i 1949 flyttede til nr. 26 i samme gade. 1919 åbnede han en filial i Aarhus.

## Reklamer
Kehlets debut som selvstændig i 1917 blev fejret med en reklamebrochure, som blev efterfulgt af flere: Portræt-Samleren (1920), Fødselsdagsgaven (1925, to hæfter med henholdsvis overvejende mandsportrætter og kvinde- og børneoptagelser og med tilbud om gratis afhentning i bil, selvom et dusin visitfotos kun kostede 15 kr.), Livsalbum (1928), Børne-Abonnement (1952) og Farve-Miniaturer (1961). I 1919 og 1920 indrykkede han desuden illustrerede tekstannoncer i ugepressen og lejede udstillingsskabe på Strøget. I annoncerne betonede Kehlet sine evner som børnefotograf og skrev desuden, at hans retouchører eventuelt kunne rette op på mindre vellykkede portrætter.

## A/S Stella Nova
I konkurrence med Polyfoto, som var blevet etableret 1932, stiftede Kehlet 1939 firmaet A/S Stella Nova, hvor der blev udført portrætfotografi på samlebånd ved hjælp af kameraleverandør Jens Peter Hansens multifotoapparat, som leverede ark à 9 eller 12 fotografier. Stella Nova-ateliererne havde i 1950 et halvt hundrede danske, fire svenske, en finsk, en amerikansk og syv afrikanske afdelinger. I 1960 var der ca. 71 afdelinger i Danmark og fire i Sverige; de blev i slutningen af 1960'erne solgt eller overtaget af bestyrerne. Man kunne oprette et børneabonnement, således at barnet blev fotograferet hvert år indtil sit fyldte 18. år.
Kehlets og Stella Novas negativarkiver blev destrueret i 1970'erne efter Kehlets død.
Reimert Kehlet blev gift 10. november 1918 på Frederiksberg med skuespiller Xenia Olivia Lundstedt (10. juli 1895 på Christianshavn – 28. december 1988), datter af faktor Valdemar Lundstedt og Emilie Frederikke Poulsen.
Han er begravet på Mariebjerg Kirkegård.
Der findes en buste af Kehlet udført af Herman Andersen og udstillet 1937.